# 지바 뉴타운 철도 9000형 전동차
지바 뉴타운 철도 9000형 전동차(일본어: 住宅・都市整備公団9000形電車 じゅうたく・としせいびこうだん9000がたでんしゃ[*])는 지바 뉴타운 철도의 전동차로 이 열차는 1984년부터 운행을 시작했으며 2013년에 지바 뉴타운 철도 9200형 전동차 도입에 이어 2017년에 지바 뉴타운 철도 9800형 전동차가 도입되면서 전량 퇴역되었다. 초기 도입 당시 지바 뉴타운 철도 2000형 전동차(일본어: 住宅・都市整備公団2000形電車 じゅうたく・としせいびこうだん2000がたでんしゃ[*]) 명칭으로 도입 당시 6량 편성으로 운행 했으나 1990년에 8량 편성으로 증결되었고 게이힌 급행 전철 2000형 전동차 중복 문제로 9000형으로 변경되었다.

## 편성
- 당시 9000형 8량 편성은 게이세이 본선, 게이큐 본선, 도에이 지하철 아사쿠사 선, 호쿠소 철도 호쿠소 선에서 운행하고 있으며 편성은 다음과 같다.[4]

| 호차 | 1    | 2    | 3    | 4    | 5    | 6    | 7    | 8    |
| ---- | ---- | ---- | ---- | ---- | ---- | ---- | ---- | ---- |
| 명칭 | M2c  | M1   | T    | M2'  | M1'  | T    | M1   | M2c  |
| 번호 | 90xx | 90xx | 90xx | 90xx | 90xx | 90xx | 90xx | 90xx |